# Vicepreședintele Statelor Unite ale Americii
Vicepreședintele Statelor Unite ale Americii (în engleză Vice President of the United States of America) este persoana care deține a doua poziție executivă a guvernului federal al Statelor Unite ale Americii. 
Fiind prima oficialitate în rang în actuala ordine a succesiunii după președintele Statelor Unite, vicepreședintele în exercițiu devine președinte în oricare din cazurile în care președintele în exercițiu nu-și poate îndeplini mandatul: incapacitate fizică și/sau intelectuală temporară sau totală, demisie, îndepărtare sau deces. 
Conform constituției Uniunii, vicepreședintele Statelor Unite este simultan și președinte al Senatului, putând contribui decisiv (100 de senatori plus acesta) la o egalitate determinată de voturile împărțite exact (în engleză break tie votes) între membrii acestei camere a Parlamentului american. În mod curent vicepreședintele american nu are dreptul de a vota, cu excepția situațiilor menționate. 
Primul vicepreședinte al Statelor Unite ale Americii a fost John Adams, iar actualul este J. D. Vance.

## Condiții constituționale

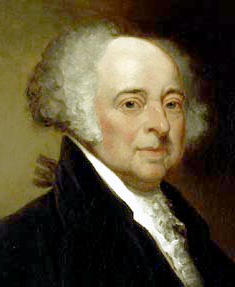
John Adams, primul vicepreședinte al Statelor Unite ale Americii

Pentru a putea ocupa poziția de al doilea lider în lanțul de comandă executiv al Statelor Unite, vicepreședintele trebuie să satisfacă aceleași calificări constituționale ca și ale președintelui. 
Acestea sunt: 
- să fi fost născut pe teritoriul Statelor Unite ale Americii;
- să fi locuit minimum 14 ani în Statele Unite și
- să aibă vârsta de cel puțin 35 de ani (în ziua alegerii sale, prima marți din noiembrie după o zi de luni în noiembrie).

Cel de-al 12-lea amendament al Constituției SUA precizează că vicepreședintele trebuie să îndeplinească aceleași condiții ca și președintele SUA, iar cel de-al 22-lea amendament al Constituției SUA limitează durata alegerii președinților la două mandate sau termene. Singura problemă care poate exista în acest context, care este deocamdată una teoretică, este cea a alegerii unui fost președinte, care a slujit deja două mandate, ca vicepreședinte al unui alt președinte. De fapt, cel de-al 22 amendament al Constituție SUA nu limitează un președinte la a servi doar două mandate, doar previne ca o aceeași persoană să fie aleasă de mai mult de două ori. În acest caz ipotetic, vicepreședintele, care a fost un președinte ales de două ori, ar putea deveni președinte pentru a treia oară în cazul decesului sau îndepărtării din oficiu al președintelui căruia îi este vicepreședinte. Chiar și în acest caz, președintele devenit vicepreședinte și apoi din nou președinte nu ar fi fost ales ca președinte decât de două ori. Înainte ca al 25-lea amendament al Constituției să fie adoptat în 1967, nu exista nicio clauză referitoare la ocuparea funcției când devine vacantă. De atunci, președintele trebuie să numească pe cineva în funcție când aceasta devine vacantă, dar candidatul trebuie să fie acceptat printr-o majoritate de voturi de către ambele camere ale congresului. Primul care a obținut această funcție după adoptarea amendamentului a fost Gerald Ford, care a fost numit de către președintele Richard Nixon când Spiro Agnew și-a dat demisia în 1973.
Tradițional, vicepreședintele ales intră în funcție înaintea președintelui ales. Spre deosebire de cazul președintelui SUA, în cazul vicepreședintelui, Constituția Statelor Unite nu precizează existența unui jurământ specific, al unui anumit text care trebuie rostit de acesta la preluarea funcției. Mai multe variante de jurăminte au fost utilizate începând cu 1789; prezentul jurământ, care este rostit nu numai de vicepreședinte Uniunii, dar și de membrii Senatului, respectiv de membrii Camerei Deputaților, a fost folosit neîntrerupt din 1884: 
I do solemnly swear (or affirm) that I will support and defend the Constitution of the United States against all enemies, foreign and domestic; that I will bear true faith and allegiance to the same; that I take this obligation freely, without any mental reservation or purpose of evasion; and that I will well and faithfully discharge the duties of the office on which I am about to enter: So help me God.
Traducerea în română a jurământului rostit este:
Jur solemn (sau afirm) că voi susține și apăra Constituția Statelor Unite ale Americii împotriva tuturor dușmanilor, străini sau interni; că voi manifesta credință și atașament față de aceasta; că îmi voi asuma această responsabilitate liber [consimțit], fără nici un fel de rezerve sau având vreun scop de evaziune; și că voi îndeplini bine și cu credință obligațiile funcției pe care o voi prelua: Așa să mă ajute Dumnezeu.

## Vedeți și
- Președinte al Statelor Unite ale Americii
- Vice Presidential Service Badge, înaltă decorație militară conferită de președintele țării.
- Presidential Service Badge, înaltă distincție militară conferită de președintele țării.
- A Doua Doamnă a Statelor Unite - "Second Lady" - "A Doua Doamnă" este titlul neoficial dat soției vicepreședintelui SUA.
- Prima Doamnă a Statelor Unite - "First Lady" - "Prima Doamnă" este titlul neoficial dat soției președintelui SUA.